# جامعه روستایی و نیازهای آن
جامعهٔ روستایی و نیازهای آن کتابی از فرامرز رفیع پور است که در سال ۱۳۶۴ منتشر و در مراسم کتاب سال جمهوری اسلامی ایران به‌عنوان کتاب برگزیده معرفی شد.